# Yaw Acheampong
Joachim Yaw Acheampong (ur. 2 listopada 1973 w Akrze) – ghański piłkarz grający na pozycji pomocnika.

## Kariera klubowa
Swoją karierę piłkarską Acheampong rozpoczął w klubie Obuasi Goldfields. W 1990 roku zadebiutował w jego barwach w ghańskiej Premier League. W sezonie 1992/1993 zdobył z nim Puchar Ghany, a w sezonie 1993/1994 wywalczył mistrzostwo Ghany.
W 1994 roku Acheampong przeszedł do IFK Norrköping. W 1994 roku zdobył z IFK Puchar Szwecji. W 1995 roku odszedł do Realu Sociedad. W Primera División zadebiutował 2 września 1995 w przegranym 1:4 wyjazdowym meczu z Atlético Madryt. W 1997 roku trafił z Realu do grającego w Segunda División, Hérculesa Alicante. Wiosną 1998 występował w Samsunsporze.
W 1999 roku Acheampong wrócił do Ghany i przez dwa sezony grał w klubie Power FC. W 2001 roku był zawodnikiem King Faisal Babes, a następnie przeszedł do tureckiego zespołu, Yimpaş Yozgatspor. W 2002 roku zakończył w nim swoją karierę.
| Sezon   | Klub              | Kraj      | Rozgrywki        | Mecze | Bramki |
| ------- | ----------------- | --------- | ---------------- | ----- | ------ |
| 1990/91 | Obuasi Goldfields | Ghana     | Premier League   | ?     | ?      |
| 1991/92 | Obuasi Goldfields | Ghana     | Premier League   | ?     | ?      |
| 1992/93 | Obuasi Goldfields | Ghana     | Premier League   | ?     | ?      |
| 1993/94 | Obuasi Goldfields | Ghana     | Premier League   | ?     | ?      |
| 1994    | IFK Norrköping    | Szwecja   | Allsvenskan      | 11    | 1      |
| 1995    | IFK Norrköping    | Szwecja   | Allsvenskan      | 11    | 0      |
| 1995/96 | Real Sociedad     | Hiszpania | Primera División | 13    | 0      |
| 1996/97 | Real Sociedad     | Hiszpania | Primera División | 7     | 0      |
| 1997/98 | Hércules CF       | Hiszpania | Segunda División | 14    | 0      |
| 1997/98 | Samsunspor        | Turcja    | Süper Lig        | 6     | 0      |
| 1999    | Power FC          | Ghana     | Premier League   | ?     | ?      |
| 2000    | Power FC          | Ghana     | Premier League   | ?     | ?      |
| 2001    | King Faisal Babes | Ghana     | Premier League   | ?     | ?      |
| 2001/02 | Yimpaş Yozgatspor | Turcja    | Süper Lig        | 19    | 1      |

## Kariera reprezentacyjna
W reprezentacji Ghany Acheampong zadebiutował w 1991 roku. W 1992 roku zdobył brązowy medal na Igrzyskach Olimpijskich w Barcelonie. W 1994 roku zagrał w dwóch meczach Pucharu Narodów Afryki 1994: z Gwineą (1:0) i ćwierćfinale z Wybrzeżem Kości Słoniowej (1:2).
W 1996 roku Acheampong zagrał w 5 meczach Pucharze Narodów Afryki 1996: z Reprezentacją Tunezji w piłce nożnej (2:1), z Mozambikiem (2:0), w ćwierćfinale z Demokratyczną Republiką Konga, w półfinale z RPA i o 3. miejsce z Zambią (0:1).